# Elster paardenmarkt
De Elster paardenmarkt wordt gezien als een van de grootste jaarlijkse historische evenementen in de Betuwe. De markt vond volgens historische documenten voor het eerst plaats in 1260.
De markt wordt jaarlijks gehouden op de eerste maandag van september. Op deze marktdag staat de gehele Dorpsstraat vol met paarden en paardenhandelaren. Voordat de paarden de markt op mogen, worden ze gecontroleerd door een veearts. Het lossen van de paarden begint al in de vroege uren, rond 3 uur in de nacht. Het verhandelen gaat de hele dag door.